# První Otobaja
První Otobaja nebo Otobaja nebo Hašta (abchazsky Актәи Отобаиа nebo Отобаиа I nebo Ҳашҭа, gruzínsky პირველი ოტობაია – Pirveli Otobaia) je vesnice v Abcházii v okrese Gali, jejíž úzkou část na západě omývá Černé moře. Leží přibližně 20 km jihozápadně od okresního města Gali. Na severozápadě a severu sousedí s Gagidou, na severovýchodě s Nabakií, na východě se nachází hranice s Gruzií, za níž se nachází Orsantia z kraje Samegrelo – Horní Svanetie, které od sebe odděluje řeka Inguri, na jihu pak s Druhou Otobajou a s Pičorou. Jedná se o jednu z nejlidnatějších obcí okresu Gali.
Oficiálním názvem obce je Vesnický okrsek První Otobaja (rusky сельская администрация Отобая Первая, abchazsky Актәи Отобаиа ақыҭа ахадара). Za časů Sovětského svazu se okrsek jmenoval Pirveli-Otobajský selsovět (Пирвели-Отобаиский сельсовет).

## Části obce
Součástí První Otobaji jsou následující části:
- První Otobaja / Otobaja / Hašta (Актәи Отобаиа / Отобаиа I / Ҳашҭа)
- Bgoura / Veškudeli (Бгоура/ Вешкудели) – gruz. Veškudeli (ვეშკუდელი)
- Cygtvara / Okvinore (Цыӷтәара / Оквиноре) – gruz. Okvinore (ოკვინორე)
- Kvišona (Қвишона) – gruz. ქვიშონა
- Rami (Рами) – gruz. რამი
- Zarcupa (Зарҵупа) – gruz. ზარწუფა

## Historie
Otobaja byla v minulosti součástí gruzínského historického regionu Samegrelo, od 17. století Samurzakanu. Po vzniku Sovětského svazu byla vesnice součástí Abchazské ASSR a spadala pod okres Gali. Téměř celá populace byla gruzínské národnosti.
Během války v Abcházii v letech 1992–1993 byla obec ovládána gruzínskými vládními jednotkami a po skončení bojů se obyvatelstvo ocitlo pod vládou separatistické Abcházie. První Otobaji se od té doby říká Hašta, avšak název Otobaja se používá také.
Dle Moskevských dohod z roku 1994 o klidu zbraní а o rozdělení bojujících stran byla Gagida začleněna do nárazníkové zóny, kde se o bezpečnost staraly mírové vojenské jednotky SNS v rámci mise UNOMIG. Mírové sbory Abcházii opustily poté, kdy byla v roce 2008 Ruskem uznána nezávislost Abcházie. Na hranici s obcí Druhá Otobaja byla zřízená ruská vojenská základna, jejíž personál se na konci roku 2008 přesunul do nových prostor v Pičoře, a tak ji Rusové přenechali abchazské pohraniční stráži. V roce 2011 byla v Otobaji vybudováno nové malé sídliště pro ruské pohraničníky, hlídající hranici s Gruzií.
V roce 2017 se během noci neznámý pachatel pokusil neúspěšně spáchat atentát na Vitalije Sorokina, nově zvoleného starostu První Otobaji, vhozením granátu typu F-1 oknem do jeho pronajatého bytu. Sorokin je etnický Rus žijící v Abcházii a veterán války z let 1992-1993. Dle vyjádření Temura Nadaraji, předsedy okresu Gali, byly motivem útočníka snaha starosty vnést pořádek do správy obce, provedení auditu pozemků, po němž vyškrtl ze seznamu obyvatel téměř 500 osob, které zde již více než 15 let nežijí, dále odstranění oplocení kolem veřejných obecních pozemků, které nezákonně zabraly soukromé osoby pro zemědělské účely.

## Obyvatelstvo
Dle nejnovějšího sčítání lidu z roku 2011 je počet obyvatel této obce 2772 a jejich složení následovné:
- 2748 Gruzínů (99,1 %)
- 5 Rusů (0,2 %)
- 5 Megrelů (0,2 %)
- 4 Abchazové (0,1 %)
- 10 příslušníků ostatních národností (0,4 %)

Před válkou v Abcházii žilo v obci 459 obyvatel, v celém Pirveli-Otobajském selsovětu 3271 obyvatel. Tedy stejně jako při posledním sčítání lidu.